# Trois-Rivières-et-Saint-Maurice
Pour les articles homonymes, voir Trois-Rivières (homonymie) et Saint-Maurice.
Trois-Rivières et Saint-Maurice (également connue sous le nom de Trois-Rivières—Saint-Maurice) fut une circonscription électorale fédérale la région de la Mauricie au Québec. Elle fut représentée de 1892 à 1935.
La circonscription de Trois-Rivières et Saint-Maurice apparut en 1892 à partir des circonscriptions de Trois-Rivières et de Saint-Maurice. Renommé Trois-Rivières—Saint-Maurice en 1924, elle fut abolie en 1933 et redistribuée parmi Saint-Maurice—Laflèche et Trois-Rivières.

## Géographie
En 1924, la circonscription de Trois-Rivières et Saint-Maurice comprenait:
- Les villes de Trois-Rivières et de Shawinigan Falls
- Le comté de Saint-Maurice

## Députés
1. 1896-1900 — Adolphe-Philippe Caron, Conservateur
2. 1900-1925 — Jacques Bureau, Libéral
3. 1925-1931 — Arthur Bettez, Libéral
4. 1931¹-1935 — Charles Bourgeois, Conservateur

- ¹ = Élection partielle